# غوردون كولينز
غوردون كولينز (26 ديسمبر 1914 في المملكة المتحدة - 3 مارس 1986 في المملكة المتحدة)  (بالإنجليزية: Gordon Collins)‏ هو لاعب كريكت بريطاني (وحمل سابقاً جنسية المملكة المتحدة لبريطانيا العظمى وأيرلندا). لعب مع Cambridgeshire County Cricket Club ‏ ونادي مقاطعة نورثامبتونشير للكريكت ‏.